# Cloud Gate
Vous lisez un « bon article » labellisé en 2009.
La Cloud Gate (littéralement « Porte des nuages ») est une sculpture urbaine de l'artiste britannique Anish Kapoor située dans le Millennium Park, dans le secteur communautaire du Loop à Chicago (Illinois, États-Unis). Pièce centrale de l'AT&T Plaza, elle est entourée au nord par le Grill Park et le Wrigley Square, à l'est par la Chase Promenade, à l'ouest par le McCormick Tribune Plaza, et au sud par la Crown Fountain.
Elle fut construite entre 2004 et 2006 avec un dévoilement temporaire lors de l'été 2004. Surnommée « Le Haricot » (The Bean) en raison de sa forme, sa surface extérieure est constituée de 168 plaques d'acier inoxydable polies et soudées entre elles. Elle mesure dix mètres de haut et sa base fait vingt mètres par treize, le tout pour un poids de près de cent tonnes (99,8 t.). Son aspect s'inspire du mercure liquide. L'extérieur poli de la sculpture reflète et déforme le panorama urbain. Les visiteurs sont invités à marcher autour et en dessous de l'arche, haute de 3,70 m, qui contient une chambre concave appelée « omphalos » qui multiplie et déforme l'image des spectateurs par réverbérations.
La sculpture est le résultat d'un concours de design. Après que le projet de Anish Kapoor fut choisi, plusieurs préoccupations techniques concernant la construction de la sculpture et de l'assemblage se sont présentées, outre celles concernant son entretien et sa maintenance. Divers experts furent consultés, dont certains pensaient que la conception de la Cloud Gate serait difficile et ne pourrait être mise en œuvre. Finalement, une méthode fut trouvée, mais la construction de la sculpture prit du retard. Celle-ci fut dévoilée dans une forme incomplète lors de la célébration d'ouverture du Millennium Park en 2004. Le 15 mai 2006, la Cloud Gate fut inaugurée et connaît depuis une popularité certaine,,,,.

## Histoire

### Début du projet
| Crown Fountain Michigan Avenue Cloud Gate AT&T Plaza Pavillon · Jay Pritzker Passerelle BP Lurie Garden Harris Theater |

Se situant entre le lac Michigan à l'est et le secteur financier du Loop à l'ouest, le Grant Park était un chantier et une friche industrielle depuis le milieu du XIXe siècle.
Jusqu'en 1997, la compagnie de chemin de fer Illinois Central Railroad possédait un stationnement et des entrepôts dans le secteur qui deviendra la partie nord ouest du Millennium Park. Il est encadré au nord par Monroe Street et l'Art Institute of Chicago (« Institut des beaux-arts de Chicago »), à l'est de Michigan Avenue, au sud de Randolph Street et à l'ouest de Columbus Drive.
Le Millennium Park et ses aménagements répondaient à la volonté des autorités de Chicago de maintenir leur ville parmi les métropoles les plus influentes du monde. Chicago voulait atténuer son image de ville industrielle et choisit la culture comme vitrine internationale. Il s'agissait également de renforcer l'attractivité touristique et d'améliorer l'image de la ville pour attirer les investisseurs. Il devait également permettre aux habitants d'admirer des œuvres d'art contemporain. À l'instar de la Willis Tower, du Chicago Theatre ou encore du Wrigley Field, la Cloud Gate est l'un des symboles les plus emblématiques de la ville de Chicago.
En 1999, les responsables du parc choisirent la sculpture proposée par le plasticien contemporain britannique internationalement reconnu Anish Kapoor plutôt qu'une proposition de Jeff Koons pour l'exposition permanente du parc. Il s'agit de la première œuvre extérieure de Kapoor aux États-Unis.

« Ce que je voulais faire dans le Millenium Park, c'était quelque chose qui implique le panorama urbain de Chicago… de manière que l'on voit les nuages comme s'ils flottaient dedans et que les grands buildings se reflètent dans l'œuvre. Ensuite, étant donné la forme de porte, le participant, le spectateur, pourrait entrer dans une chambre très profonde qui produit, d'une certaine manière, les mêmes déformations que l'extérieur fait à la ville. »

— Anish Kapoor
Kapoor conçut l'omphalos, une cavité formant une chambre au-dessus de la tête des spectateurs lorsqu'ils passent sous l'arche que forme la Cloud Gate. Elle provoque des réverbérations d'images supplémentaires quand les spectateurs sont au centre de l'œuvre.
Comme la sculpture devait peser environ 100 tonnes, un soin particulier fut apporté à son support. Le toit du Park Grill, sur lequel repose la Cloud Gate, devait donc être assez solide pour soutenir un tel poids. Un large mur sépare les rails du train Metra et le garage du Grant Park au nord, puis se poursuit jusqu'à l'arrière du restaurant où il supporte la sculpture. De plus, la structure est renforcée par des piliers latéraux ancrés en dessous de la place et reliés à l'intérieur de celle-ci par des tiges.
Lors de la conception de la sculpture de nombreux points durent être pris en compte : la Cloud Gate pourrait, suivant les fluctuations de température, devenir trop chaude ou trop froide pour être touchée. Les graffitis, déjections d'oiseaux et les traces de doigts pouvaient aussi être des problèmes potentiels et affecter l'esthétique de la sculpture,.

### Conception de la structure interne
L'entreprise Performance Structures, Inc. (PSI) fut choisie pour réaliser la sculpture grâce à sa capacité à faire des soudures quasi invisibles. PSI commença le projet en essayant de créer une miniature de la sculpture de Kapoor. Des maquettes furent réalisées en mousse de polyuréthane haute densité. Kapoor fit ensuite son choix entre elles. La maquette choisie fut utilisée pour concevoir la structure finale, notamment les composants de la structure interne. Il était prévu initialement de construire et d'assembler l'ensemble de la structure à Oakland (Californie), puis de l'acheminer à Chicago par le canal de Panama et la voie maritime du Saint-Laurent. Cette option fut cependant rejetée car jugée trop risquée par les responsables du parc. L'œuvre fut donc assemblée sur le site par l'entreprise MTH Industries.
À l'intérieur de la coquille polie de la Cloud Gate, plusieurs structures en acier permettent son soutien. Les premières pièces de la structure, deux anneaux d'acier, furent mis en place en février 2004. Ensuite, une triangulation croisée en tubes fut montée entre ces deux anneaux. L'intérieur fut conçu et construit de telle manière qu'aucun point spécifique ne puisse être en surcharge, ce qui aurait eu pour effet de déformer la peau extérieure en créant des courbures indésirables. De plus, la structure interne fut conçue de manière à se dilater et se contracter au gré des fluctuations de températures. Pour y parvenir, chaque pièce fut réalisée pour permettre un mouvement relatif entre elles mais sans appliquer de contrainte sur l'une d'elles. De ce fait, les deux anneaux supportant la sculpture peuvent bouger indépendamment l'un de l'autre et la sculpture peut bouger indépendamment des deux anneaux.

### Construction et maintenance extérieure
En juin 2004, quand le travail commença, une grande tente fut montée autour de l'œuvre afin de la soustraire aux yeux du public. La réalisation commença par l'omphalos auquel les plaques furent fixées à la structure interne supportant l'ensemble. Ces plaques ont été posées par en dessous, de haut en bas de l'intérieur vers l'extérieur. Cette façon de procéder faisait ressembler l'œuvre à un large sombrero une fois la partie basse achevée.

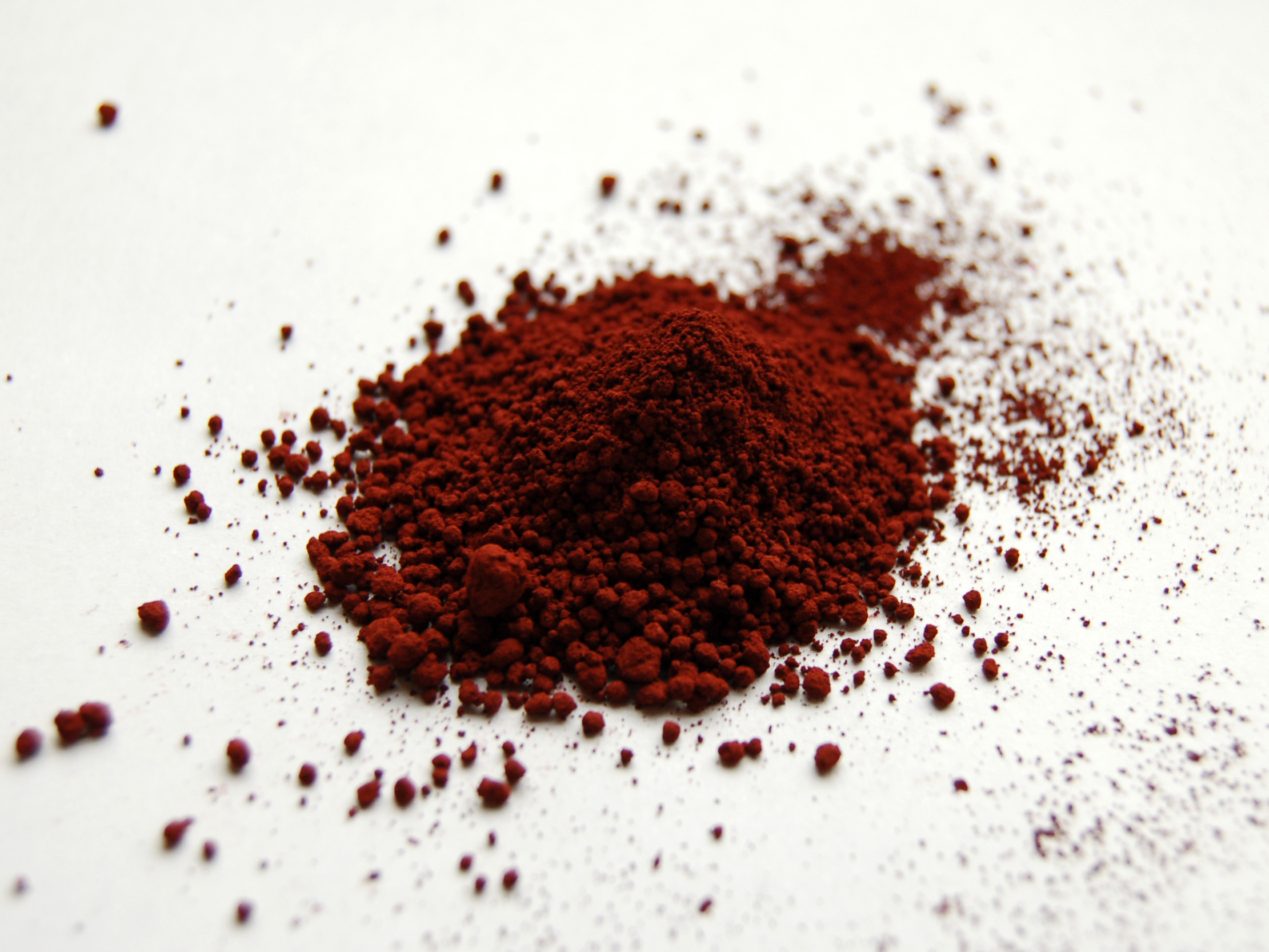
De l'oxyde de fer(III) fut utilisé pour donner l'effet miroir lors du polissage.

Le revêtement extérieur est composé de 168 plaques d'acier inoxydable, usinées grâce à un logiciel de modélisation tridimensionnelle, et de contreforts métalliques soudés sur leur face intérieure pour obtenir une meilleure rigidité. Environ un tiers des plaques (et toute la structure interne) fut fabriqué à Oakland, désassemblé puis transportés à Chicago par camions. Les plaques furent réassemblées par soudure sur le site, générant plus de 744 mètres linéaires de cordons de soudure.
La sculpture était entièrement montée mais pas encore polie lors de l'inauguration du Millennium Park le 15 juillet 2004. L'œuvre fut temporairement dévoilée le 8 juillet pour l'ouverture et Kapoor regretta que le public puisse la voir encore inachevée. Alors que les travaux de polissage devaient recommencer le 24 juillet, le succès populaire de l'œuvre convainquit les responsables du parc de la laisser visible plusieurs mois.
La tente fut remontée en janvier 2005 pour permettre à une équipe de 24 métallurgistes de l'Ironworkers Local 63 de polir les soudures entre chaque plaque,. En août 2005, lorsque les portions supérieures et latérales furent achevées, la tente fut retirée. Pour meuler, passer au papier de verre et polir les cordons de soudure, six niveaux d'échafaudages furent montés sur le pourtour de la sculpture. Des cordes d'escalade et des baudriers durent être utilisés pour atteindre certains points de la sculpture difficilement accessibles. Le 3 octobre 2005, l'accès à l'omphalos fut fermé pour permettre aux ouvriers de polir la dernière portion. Chaque soudure de la Cloud Gate nécessita un polissage en cinq étapes pour obtenir son aspect miroir : 
| Étape | Nom              | Équipement utilisé                            | Type de toile émeri        | Objectif                                       |
| ----- | ---------------- | --------------------------------------------- | -------------------------- | ---------------------------------------------- |
| 1     | Meulage grossier | Meuleuse d'angle électrique (2,3 kg - 110 mm) | Grain 40                   | Retirer la surépaisseur des cordons de soudure |
| 2     | Ponçage grossier | Ponceuse à bande pneumatique (6,8 kg - 51 mm) | Grain 80, 100 et 120       | Lisser les cordons de soudures                 |
| 3     | Ponçage          | Ponceuse à bande pneumatique (4,5 kg - 25 mm) | Grain 80, 120, 240 et 400  | Poncer les cordons de soudures                 |
| 4     | Ponçage fin      | Ponceuse orbitale                             | Grain 400, 600 et 800      | Adoucir les cordons de soudures                |
| 5     | Polissage        | Disque de polissage électrique (250 mm)       | 4,5 kg d'oxyde de fer(III) | Donner le poli miroir                          |

La sculpture fut finalement présentée le 15 mai 2006,. Son prix, d'abord estimé à 6 millions de dollars américains, fut revu à la hausse lors de l'ouverture du parc pour atteindre 11,5 millions de dollars et fut, au bout du compte, de 23 millions de dollars. Elle fut financée par de l'argent privé (particuliers et entreprises), aucun fonds publics n'étant utilisé. Pour garder son aspect de miroir le bas de la Cloud Gate (1 mètre 80) est dépoussiéré deux fois par jour avec une solution approchant du Windex et est complètement nettoyé deux fois par an avec plus de 140 litres de détergent liquide Tide.

## Thèmes artistiques

### Thèmes classiques d'Anish Kapoor

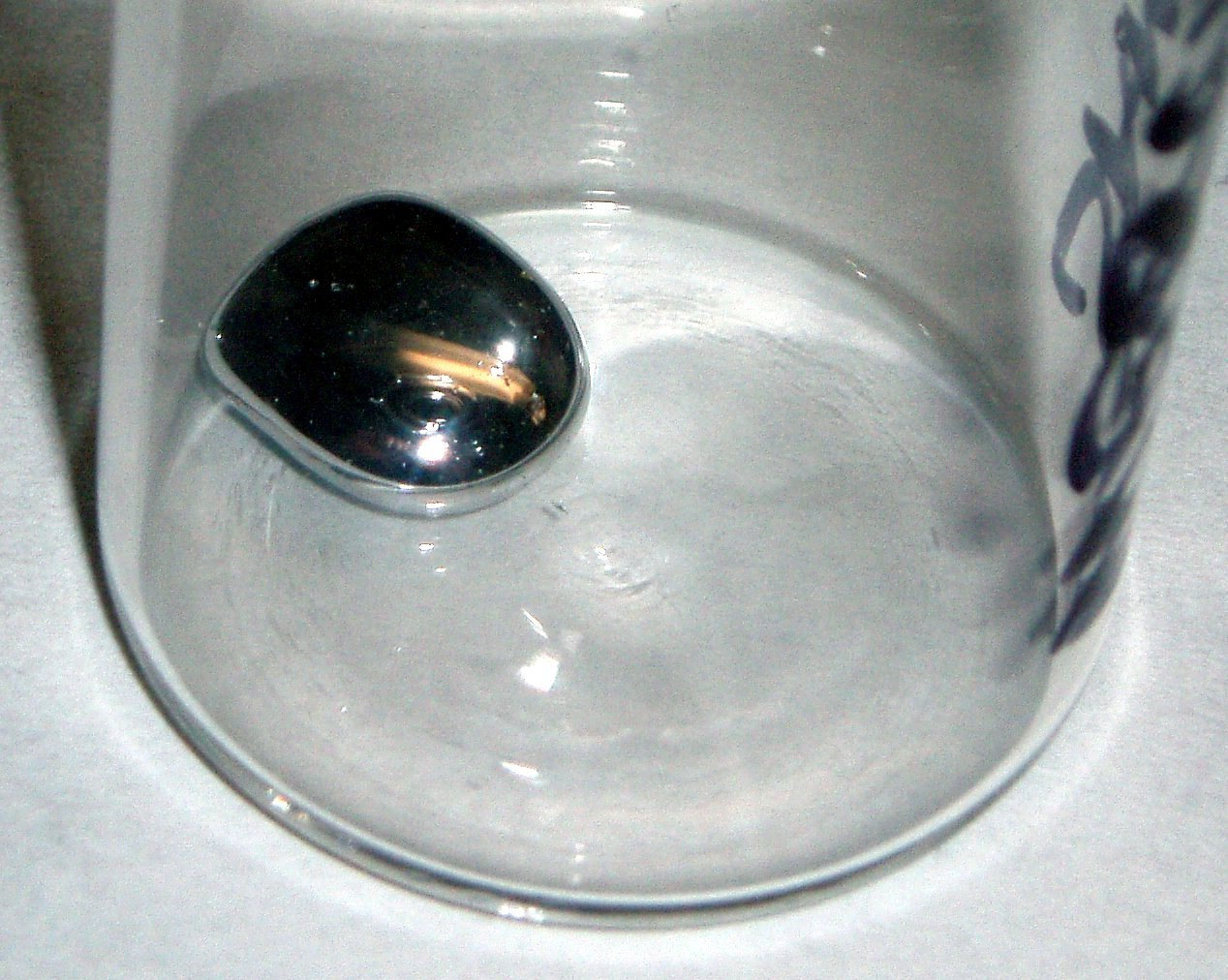
Le design de la sculpture s'inspire du mercure liquide.

Anish Kapoor a la réputation de travailler sur des environnements urbains avec des dimensions et des échelles si grandes qu'à elles seules, elles créent le spectacle. C'est pourquoi les sculptures les plus récentes de l'artiste appartiennent à l'art environnemental ou à la catégorie des installations artistiques. L'environnement est déformé et le spectateur fait partie intégrante de l'œuvre.
Avant de créer la Cloud Gate, Kapoor avait déjà créé des œuvres utilisant la déformation de l'image du spectateur. Ce faisant, il acquit de l'expérience pour brouiller la frontière entre les limites et l'illimité. Sky Mirror, en 2001, était un miroir concave de 6,1 mètres et 9,1 tonnes en acier inoxydable qui proposait déjà ce thème de la distorsion de la perception sur une grande échelle. Ce fut l'une des expériences dont Kapoor se servit lors de la conception de la Cloud Gate.
Les œuvres de Kapoor ont souvent pour but d'évoquer l'immatérialité, le mysticisme et la spiritualité, un résultat auquel il parvient en sculptant des vides sombres dans la pierre ou plus récemment, à travers l'éclat pur et la réflectivité de ses sculptures. Il explore le thème de l'ambiguïté avec son travail qui place le spectateur dans un état d'intermédiaire. L'artiste joue souvent avec des dualités, solidité/vide ou réalité/reflet, qui a leur tour font allusion à des paires opposées comme la chair et l'esprit, l'ici et l'au-delà, l'est et l'ouest, la terre et le ciel, ce qui crée un conflit entre l'interne et l'externe, le superficiel et le souterrain, le conscient et l'inconscient. Kapoor crée également une tension entre le masculin et le féminin[pas clair] dans ses œuvres avec des points de mire concaves qui invitent les visiteurs à entrer et à multiplier leur image lorsqu'ils sont bien placés,.

### Thèmes spécifiques
Kapoor parle souvent de supprimer sa signature sur ses œuvres tout autant que les traces de leur fabrication. Pour lui, supprimer toutes les coutures de la Cloud Gate était nécessaire pour la rendre aussi parfaite que possible, comme « prête à l'emploi ». L'effet provoqué augmente la fascination du spectateur et le fait s'interroger sur ce qu'est l'œuvre et d'où elle vient. La volonté de Kapoor de cacher les coutures de ses œuvres contraste avec celle de Frank Gehry, autre architecte du Millennium Park. En effet, les deux structures conçues par Gehry, le pavillon Jay Pritzker et la passerelle BP, affichent leurs coutures bien en évidence.
La Cloud Gate est similaire à plusieurs travaux précédents de Kapoor en cela qu'elle respecte les thèmes et questions qu'il aborde. Bien que les reflets rappellent ceux d'un palais du rire,, ils ont également une intention plus sérieuse : ils aident à dématérialiser la très grande sculpture, la rendant presque légère,.
Kapoor essaie de défier les spectateurs à internaliser son œuvre à travers un exercice intellectuel et théorique. En reflétant le ciel, les spectateurs, les piétons et l'architecture environnante, la Cloud Gate limite ses spectateurs à une compréhension partielle de l'œuvre à chaque instant. L'interaction entre le spectateur qui bouge pour créer sa propre vision et l'œuvre donne à celle-ci sa dimension spirituelle. La sculpture est décrite comme une forme lumineuse et désincarnée ce qui était également la description de 1000 Names, l'une des précédentes œuvres de Kapoor.

## Réception, postérité et controverse

Foule se pressant autour de la sculpture.

Le public s'est rapidement attaché à la sculpture et la surnomma affectueusement The Bean (« Le Haricot »). La Cloud Gate est devenue une œuvre populaire d'art public, et est maintenant utilisée sur de nombreux souvenirs comme des cartes postales, des sweatshirts ou des posters. Elle attire de nombreuses personnes : habitants, touristes et amateurs d'art. La Cloud Gate est aujourd'hui l'œuvre avec laquelle Kapoor est le plus identifié.
L'American Welding Society (AWS) reconnut la Cloud Gate, MTH Industries et PSI en leur octroyant un Extraordinary Welding Award groupé. Elle contribua à faire entrer le Millennium Park sur la liste des dix meilleures réalisations architecturales de l'année 2004 du Time.
La Cloud Gate est très populaire. Tant et si bien que le maire de Chicago, Richard M. Daley, déclara que le jour de l'inauguration officielle de la sculpture, le 15 mai 2006, serait le « Jour de la Cloud Gate ». Anish Kapoor fut présent lors de cette annonce où Orbert Davis et l'orchestre philharmonique de jazz de Chicago jouèrent un morceau composé par Davis : Fanfare for Cloud Gate.
Début 2005, la sculpture fut sujette à controverse quand on refusa à un photographe professionnel l'accès à l'œuvre sans qu'il ne paie de permis. La ville avait mis en place un système de collecte de taxes pour les photographes. Les tarifs étaient de 350 dollars par jour pour les photographes professionnels, 1 200 dollars par jour pour les vidéastes professionnels et 50 dollars par heure pour les photographies de mariage. Ce système fut transformé et aujourd'hui, des taxes ne sont prélevées que pour les films, documentaires, vidéos ou séances photos nécessitant des équipes de dix personnes. Selon la loi américaine, l'artiste possède le droit de copie de la sculpture : cela signifie que le public peut la photographier librement mais qu'une autorisation est nécessaire pour n'importe quelle reproduction à but lucratif. Cette controverse, accompagnée d'un manque de clarté et de compréhension par le grand public de la loi, mena de nombreux internautes à protester en mettant sur Internet leurs photographies personnelles, notamment sur le site de partage de photos Flickr,. Entre 2005 et 2006, des compagnies ont loué des parties du Millennium Park, interdisant l'accès à la Cloud Gate au public, ce qui est paradoxal pour certains car celle-ci est une œuvre d'art public,,.

## Dans la culture populaire
La sculpture servit également de décor à de nombreux films, notamment La Rupture (2006) de Peyton Reed, Nights and Weekends (2008) de Greta Gerwig, Source Code (2011) de Duncan Jones, Je te promets (2012) de Michael Sucsy, Transformers : L'Âge de l'extinction (2014) de Michael Bay et séries télévisées, par exemple dans le générique de Sense8 (2015). La sculpture figure aussi dans des clips comme ceux de Homecoming de Kanye West, Rockstar de Nickelback ou encore Numbers de Logic. En 2014, elle apparaît dans une version altérée dans le jeu vidéo d'action-aventure Watch Dogs.
En outre, la sculpture joue un rôle de premier plan dans Battle Ground, le 17e titre de la série de romans de fantasy urbaine Les Dossiers Dresden de Jim Butcher. Dans le Chicago des romans, la sculpture a été commandée par la reine Mab, souveraine de la Cour d'hiver des fées, et s'avère cacher un important stock d'armements. Elle a été placée par la Cour d'hiver en prévision d'une attaque surnaturelle massive sur la ville de Chicago.